# IC 2445
IC 2445 — галактика типу SBab () у сузір'ї Рак.
Цей об'єкт міститься в оригінальній редакції індексного каталогу.